# أرخبيل كارولين
أرخبيل كارولين أو جزر كارولين يمثل مجموعة جزر صغيرة منتشرة على نطاق واسع جنوب بحر الفلبين وغرب المحيط الهادئ وشمال إلى شمال شرق غينيا الجديدة. يمتد طول الأرخبيل من الشرق إلى الغرب على مسافة 3552 كم، من جزيرة هتوبي (بالاو) إلى غاية جزيرة كوسري (ولايات ميكرونيسيا المتحدة)، يسكنها أزيد من 126 ألف نسمة (أرقام سنة 2014) موزعين على 963 جزيرة أغلبها جزر صحراوية.
سياسيا تتوزع السيادة على جزر الأرخبيل بين بالاو غربا و ولايات ميكرونيسيا المتحدة شرقا.